# OVD-Info
OVD-Info（俄语：ОВД-Инфо) 是一个独立第三方俄罗斯人权組織，該組織自稱主要關注俄羅斯當局的政治迫害。

## 历史
OVD-Info由莫斯科记者Grigory Okhotin和程序员Daniil Beilinson于2011年12月创立。他们表示創辦該組織的動機是來自2011年－2013年俄罗斯示威，當時他們目睹了許多示威者被逮捕。起初他们在Facebook上公布了被拘留者的人數和他们的名字。12月10日，他们正式創辦了OVD-Info。该組織的名称来自蘇聯内务部的缩写（俄语：  Отдел Внутренних Дел). 
2021年9月29日，俄罗斯司法部認定OVD-Info为“外国代理人”。
2021年12月25日，俄罗斯联邦通信、信息技术和大众传媒监督局屏蔽了OVD-Info的网站。OVD-Info的一位代表表示，他们事前没有收到政府的通知，也不知道封锁的原因。
2022年俄羅斯入侵烏克蘭期间，OVD-Info密切關注因抗议战争和动员而被监禁的俄罗斯人。